# Steven Dainton

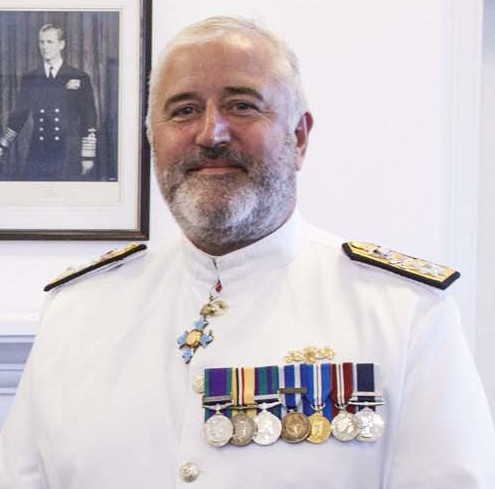
Commodore Steve Dainton (14. Juli 2020)

Steven Dainton (* 1967), genannt Steve, ist ein Rear Admiral (Konteradmiral) der Royal Navy (RN), also der Kriegsmarine des Vereinigten Königreichs.

## Leben

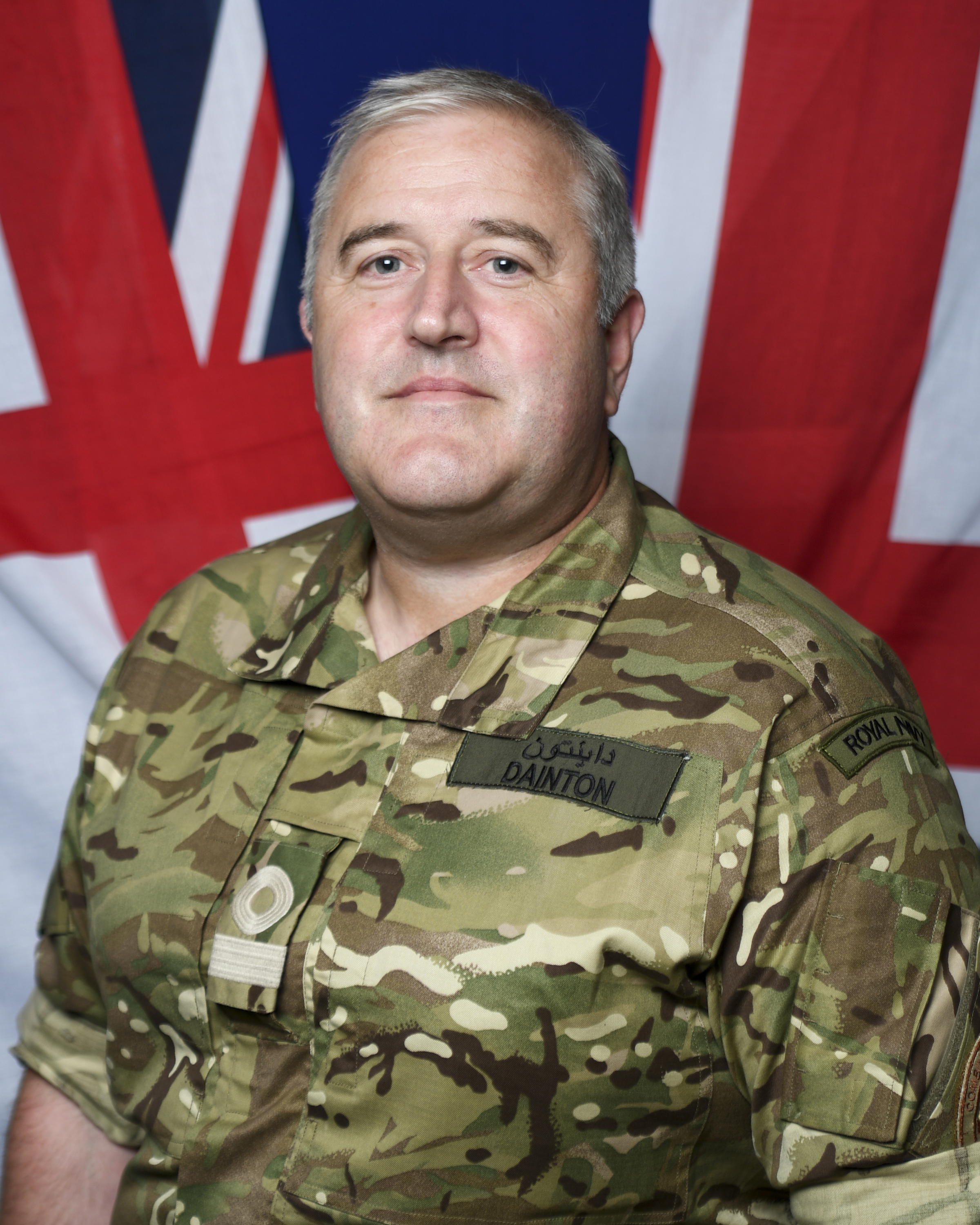
Commodore Steve Dainton (26. Juni 2017)

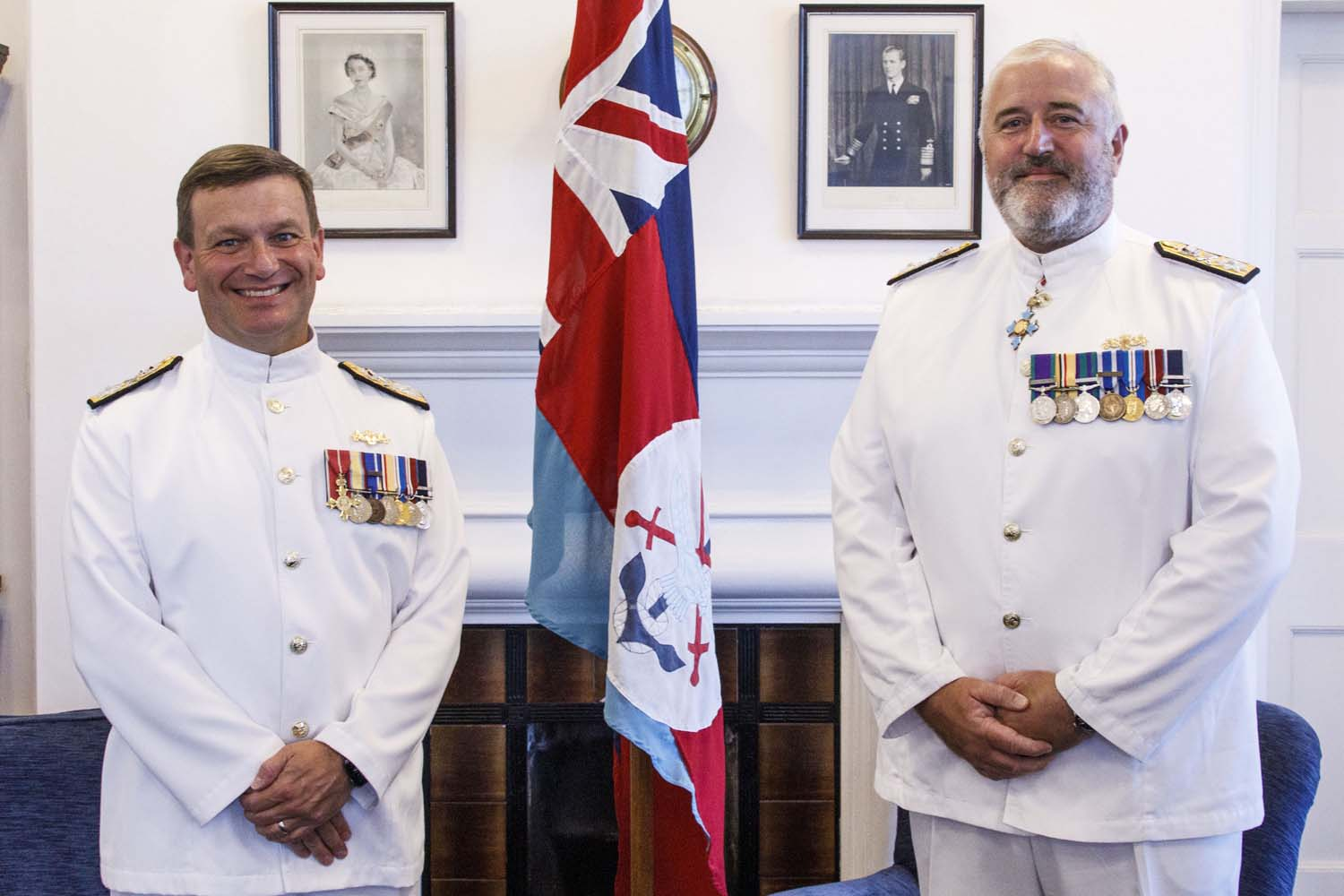
Bei der Kommandoübergabe in Gibraltar (14. Juli 2020)

Steve Dainton trat 1987 der Royal Navy bei und wurde in London am Royal College of Defence Studies zum Marineoffizier ausgebildet. Er nahm an zahlreichen Operationen im Mittelmeer, dem Arabischen Meer und im Persischen Golf teil, darunter die Evakuierung von Zivilisten aus Bengasi und Beirut.
Für seine Verdienste als Kommandant der HMS Cumberland, mit der er an Operationen vor der Küste Libyens teilnahm, wurde er mit dem Order of the British Empire (CBE) ausgezeichnet. Außerdem war er Kommandant der HMS Collingwood, der größten Ausbildungsstätte der RN.
Im Jahr 2015 wurde er zum Commodore befördert und wurde zwei Jahre später, 2017, Kommandeur der britischen maritimen Komponente (englisch UK Maritime Component Commander). In dieser Funktion diente er im Einsatz gegen Terrorismus und Piraterie im Nahen Osten und war für den Schutz der Seewege im östlichen Mittelmeer, dem Roten Meer, dem Arabischen Meer, dem Persischen Golf und im westlichen Indischen Ozean verantwortlich.
Am 14. Juli 2020 übernahm er in Nachfolge von Commodore Tim Henry den Befehl über die britischen Streitkräfte in der Kronkolonie Gibraltar (British Forces Gibraltar).

“I am delighted to have arrived in Gibraltar, taking over as Commander British Forces. It is an honour and a privilege to be here and I look forward to working with each and every one of you.”

„Ich freue mich sehr über meine Ankunft in Gibraltar und übernehme das Kommando über die britischen Streitkräfte. Es ist mir eine Ehre und ein Privileg, hier zu sein, und ich freue mich auf die Zusammenarbeit mit jedem Einzelnen von Ihnen.“

Er behielt dieses Kommando bis Juni 2022. Am 18. Juli 2022 wurde er zum Rear Admiral befördert.